# Seyssins
Seyssins este o comună în departamentul Isère din sud-estul Franței. În 2009 avea o populație de 6.939 de locuitori.

## Evoluția populației
| An        | 1975  | 1982  | 1990  | 1999  | 2006  | 2009  |
| --------- | ----- | ----- | ----- | ----- | ----- | ----- |
| Populație | 3.911 | 5.021 | 7.028 | 6.850 | 6.861 | 6.939 |